# Теон з Александрії
Не плутати з
- Теона Александрійський — 16-й Папа і Патріарх Александрійський (з 282 по 300 р.н. е.)
- Елій Теон — давньогрецьким софістом та ритором І століття н. е.

Теон з Александрії (дав.-гр. Θέων ὁ Ἀλεξανδρεύς; бл. 335  р. н. е. — бл. 405 р.) — грецький учений епохи пізнього еллінізму, математик, філософ, астроном, який жив в Александрії.

## Життя та діяльність
Про життя та діяльність Теона відомо небагато. Він жив у IV столітті в Александрії, займався астрономією та математикою, проводив спостереження за сонячними та місячними затемненнями та передбачав їх. Згідно з візантійською енциклопедією Суда був управителем Александрійської бібліотеки.
Створив школу, у якій передавав свої знання студентам. Школа була ексклюзивною, престижною та доктринально консервативною. Теон видається, не мав жодних зв'язків із войовничими ямвліхейськими неоплатоніками, які викладали в Серапеумі, і, можливо, пишався тим, що викладав чистий плотінівський неоплатонізм. Приблизно в 400 р. н. е. Теона замінила на посаді глави школи його донька Гіпатія — відома й шанована в Александрії філософ й математик. Як і її батько, вона відкинула вчення Ямвліха і натомість прийняла оригінальний неоплатонізм, сформульований Плотіном.
Свій коментар до Альмагеста Птолемея Теон присвятив хлопчикові на ім'я Єпіфаній, який, можливо, був його сином. Крім того, у своєму коментарі до Альмагеста він вказує, що його дочка Гіпатія внесла свій внесок у Книгу III Альмагеста, зазначивши, що «видання було підготовлено філософом, моєю донькою Гіпатією».
На переломі IV—V століть н. е. християнство стало панівною релігією. Люди античності, які були язичниками, їхні культура, наука жорстоко переслідувалися. Александрійські патріархи провадили жорстку політику утвердження християнства. Так, 391 року за наказом патріарха Феофіла було знищено александрійський храм Серапеум з усім книжковим скарбом. 409 року імператори Західної Римської імперії Гонорій і Східної Римської імперії Феодосій II видали спеціальний закон, за яким математики мали обов'язок відректися від богопротивних поглядів і присягнути дотримуватися християнської віри.
Ці історичні події, пов'язані з боротьбою між християнами та язичниками, лягли в основу сюжету фільму Агора. Фільм висвітлює трагічну історію доньки Теона Гіпатії, яка як представниця давньогрецької математики, яка сповідувала і пропагувала філософію язичників — неоплатонізм, поплатилася життям за свої наукові погляди.

## Редаговані твори
Достеменно відомо, що Теон редагував Начала (Елементи) Евкліда. Можливо, він також редагував деякі інші роботи Евкліда та Птолемея, хоча тут докази менш певні.
- Начала Евкліда. Видання "Начал" Теона було єдиною відомою версією, поки Франсуа Пейрар не виявив старішу копію "Начал" у бібліотеці Ватикану в 1808 році [6]. Порівняння цих двох версій показує, що видання Теона намагається усунути труднощі, які можуть відчувати учні при вивченні тексту [7]. Тому він доповнював текст Евкліда щоразу, коли вважав аргумент надто коротким і менш зрозумілим; намагався стандартизувати спосіб, яким писав Евклід; виправляв помилки в тексті Евкліда, хоча іноді вносив і власні помилки [8]. Томас Литтл Хит отмечает, что правки Теона включают в себя «удивительно близкие приближения (выраженные в шестидесятеричных дробях) Томас Літтл Хіт відзначає, що редагування Теона включають «дивовижно близькі наближення (виражені в шістдесятковій системі числення)»[9].
- Підручні таблиці Птоломея. Збірка астрономічних таблиць, складена Птолемеєм на основі Альмагеста. Існують припущення, що Теон редагував текст "Підручних таблиць"[10]. Однак жоден зі збережених рукописів не згадує Теона[11], а дані свідчать про те, що збережені таблиці повинні бути дуже схожі на таблиці, подані Птолемеєм[12]. Проте, вважалося можливим, що його дочка Гіпатія редагувала (або перевіряла) "Підручні таблиці", оскільки Суда посилається на її роботу над «Астрономічним каноном»[11].
- Евклідова Оптика. Ця робота Евкліда з геометрії зору збереглася у двох версіях. Є всі підстави припускати, що одна з них видана Теоном [13].

## Власні оригінальні твори
- Трактат про астролябію. Як Суда, так і арабські джерела приписують Теону роботу над астролябією. Ця праця не збереглася, але, можливо, це був перший в історії трактат про астролябію, і він мав важливе значення для передачі грецьких знань про цей інструмент у наступні віки. Збережені трактати про астролябію грецького вченого VI-го століття Іоанна Філопона та сирійського вченого VII-го століття Северуса Себохта значною мірою спираються на роботу Теона[14].
- Катоптрика. Авторство цього трактату є спірним. Його  приписують Евкліду [15], хоча зміст його є сумішшю робіт часів Евкліда та робіт римського періоду. Стверджується, що книга могла бути складена або скомпільована Теоном [16]. Книга охоплює математичну теорію дзеркал, зокрема зображень, утворених плоскими та сферичними увігнутими дзеркалами.